# Matthias Holländer

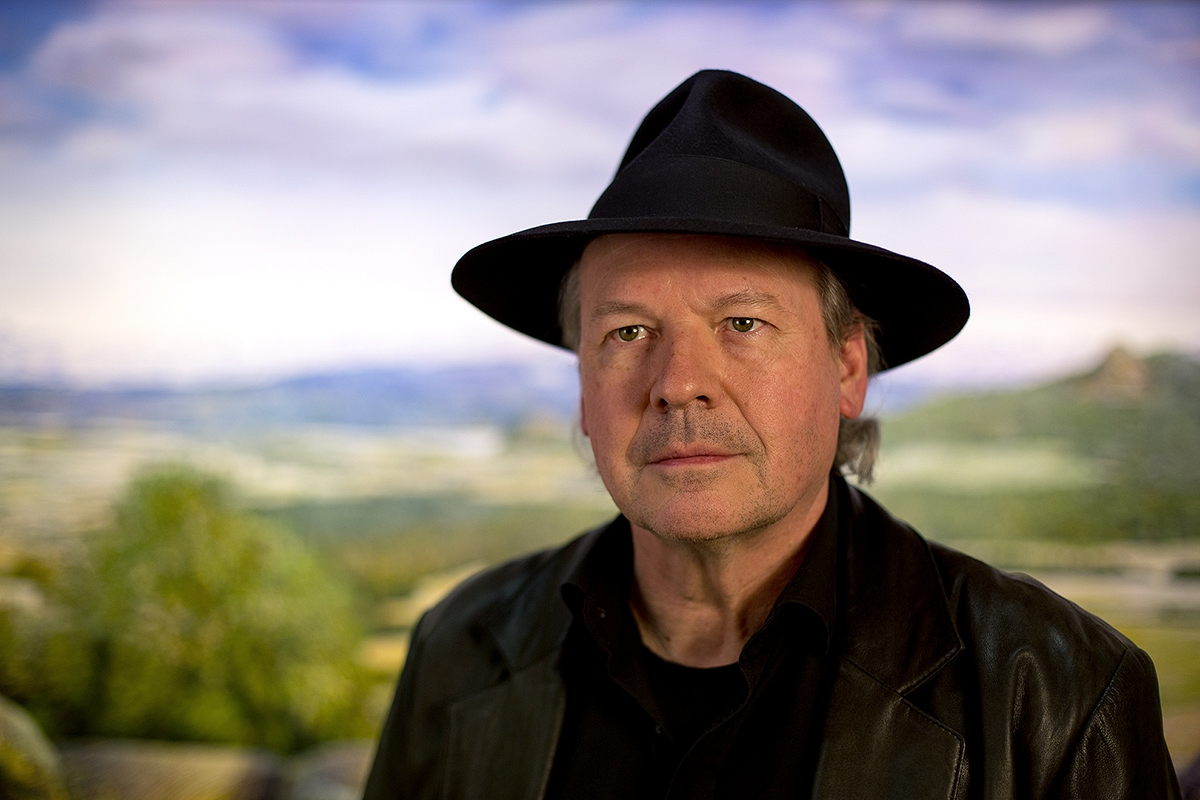
Matthias Holländer, 2015

Matthias Holländer (* 1954 in Heidelberg) ist ein deutscher fotorealistischer Maler.

## Leben
Matthias Holländer wurde 1954 in Heidelberg geboren. Nach Kindheit und Jugend in der Schweiz und am Bodensee studierte er von 1973 bis 1978 Malerei an der Akademie der bildenden Künste Wien, unter anderem bei Rudolf Hausner.
Holländer lebt seit 1980 als freischaffender Maler am Bodensee. Seine Werke werden seit den 70er Jahren regelmäßig im In- und Ausland gezeigt, darunter in Barcelona, Basel, Berlin, Frankfurt, Köln, Konstanz, Monaco, San Francisco und Wien.

## Werke
Das Werkverzeichnis umfasst über 250 Arbeiten. Holländers Hauptthema sind diverse Erscheinungsformen einer „Nature morte“, beispielsweise Skelette, anatomische Modelle, Häute geschlachteter Tiere, in der Natur verwitternde Gebrauchsgegenstände, Ruinen vormals bewohnter Räume, verlassene Industrieanlagen, alterndes organisches Material. Typisch für Holländers Vorgehen ist die computertechnische Vorbearbeitung des Fotomaterials, die nicht nur die realen Größen mancher Objekte zum Teil stark verändert, sondern mittels Montagetechniken reale Szenerien in imaginierte umformt.

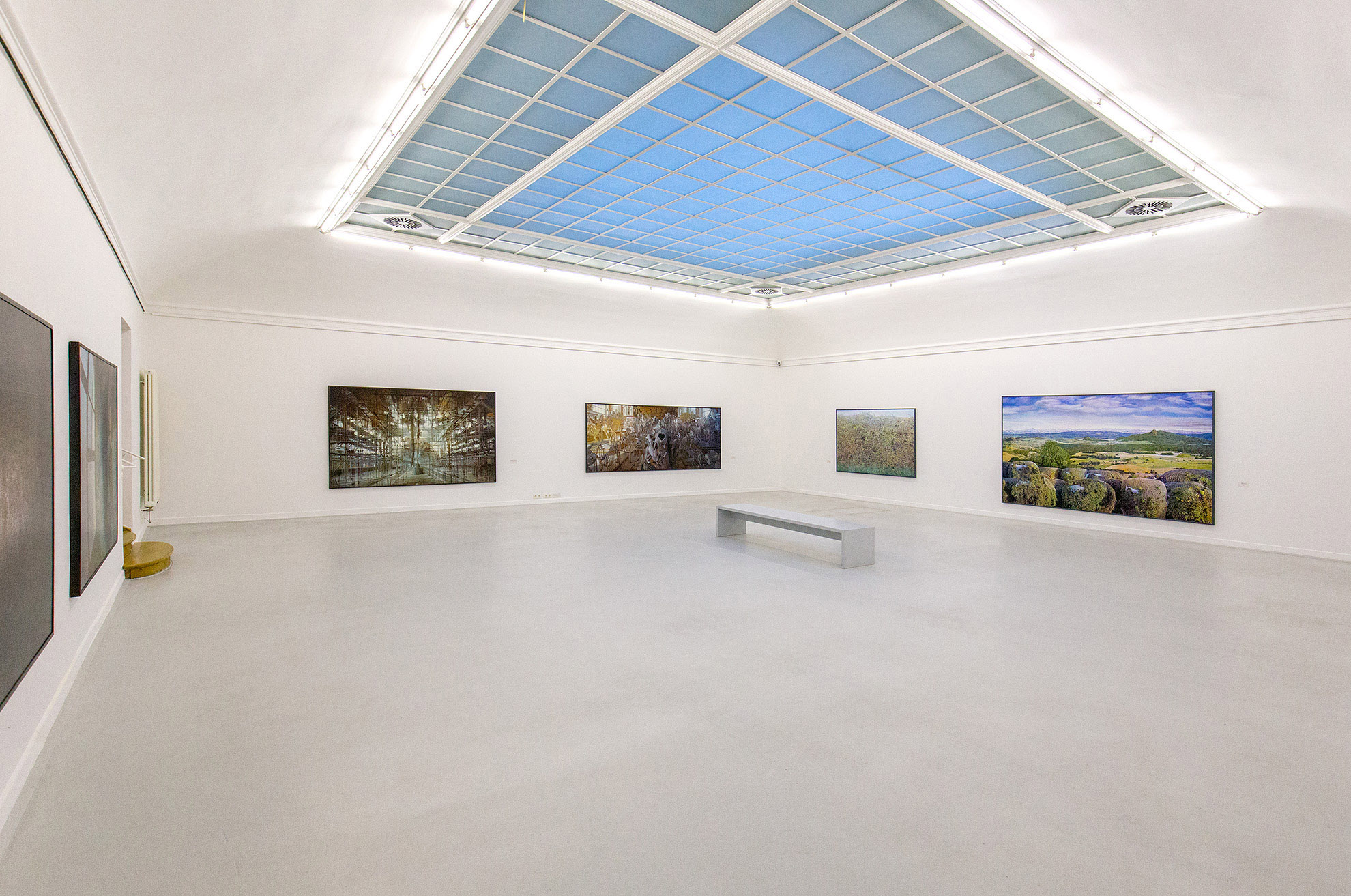
Teil der Ausstellung Holländers im Kunstverein Konstanz 2014

 Viele seiner Werke, die in 40 Jahren künstlerischem Schaffen entstanden, waren Teil der Ausstellung Retrospektive – Malerei und Fotografie aus 40 Jahren, die 2014 im Konstanzer Kunstverein stattfand.
Zu seinen bekanntesten Sujets gehören Exponate aus dem Naturhistorischen Museum Wien und des ebenfalls in Wien ansässigen Josephinums. Das Thema der musealen Erinnerung verarbeitet Holländer auch in Innenansichten der Galérie d’Anatomie Comparée des Muséum national d’histoire naturelle zu Paris. Biografische Erinnerung verknüpft sich mit historischer Kulisse in einer Gemälde- und Grafikserie, die sich dem Schweizer Sanatorium Bellevue widmet.

## Technik
Holländer bedient sich in seinem Œuvre verschiedener Techniken wie Ölmalerei, Aquarell, Gouache, Grafik (darunter Radierung, Heliogravüre, Serigrafie) und Fotografie. Gemeinsam ist den Werken der fotorealistische Zugriff.
Grundlage für sämtliche Gemälde und Grafiken sind von Holländer angefertigte oder vorgefundene historische Fotografien. Dieses Material wird am Computer bearbeitet und anschließend als Diapositiv auf den Bildträger (Leinwand, Papier oder Dibond-Platten) projiziert. Die Projektion wird anschließend rein manuell en détail auf den weißen Malgrund übertragen.
In seiner Ölmalerei arbeitet Holländer mit einer Lasurtechnik, ähnlich wie sie auch die alten niederländischen Meister verwendeten. Dünne transparente Farbschichten werden dabei übereinander aufgetragen. Jede Schicht wird nach abgeschlossener Trocknung zum Teil wieder mittels Rasierklingen oder anderen Schleifinstrumenten abgetragen, um die darunterliegenden Ebenen an der Farbwirkung zu beteiligen. Die durch Schleifen erzielte Glätte der Bildoberfläche, der Detailreichtum und die naturgetreue Perspektivik verhelfen den Gemälden zu ihrer quasi-fotografischen Anmutung. Durch den zeitaufwändigen Akt des Malens kommt eine leibliche Erfahrung hinzu, die die fotografische Genauigkeit um die Dimension der subjektiven Verarbeitung bereichert.

## Ausstellungen
| Einzelausstellungen - 1989: Basel: Galerie art connection - 1990: Viersen: Städtische Galerie im Park - 1991: Basel: Galerie Lilian Andrée - 1992: Radolfzell: Kunstverein - 1993: Konstanz: Galerie Grashey - 1994: Basel: Galerie Lilian Andrée - 1994: Konstanz: Kunstverein - 1995: Basel: Galerie Lilian Andrée - 1997: Basel: Galerie Lilian Andrée - 2001: Basel: Galerie Graf + Schelble - 2003: Meersburg: Galerie im Neuen Schloss - 2006: Basel/Riehen: Galerie Lilian Andrée - 2008: Markdorf: Kunstverein Markdorf: Nature Morte – Malerei und Fotografie (zusammen mit Davor Ljubicic) - 2009: Bremen: Villa Ichon - 2010: Singen: Städtisches Kunstmuseum - 2012: Radolfzell: Kunstverein Radolfzell: Malerei und Fotografie (zusammen mit Bernd Kirschner) - 2013: Kreuzlingen: Museum Rosenegg - 2014: Konstanz: Kunstverein (Malerei) und Städtischer BildungsTURM (Fotografie) - 2016: Engen: Stubengesellschaft und Kunstverein Engen, Malerei und Fotografie - 2021: Basel: Galerie Lilian Andrée: Malerei - 2022: Galerie der Stadt Wendlingen am Neckar: Malerei und Fotografie | Gruppenausstellungen - 1989: Barcelona: BIAF, International Art Forum - 1989: Basel: art Basel - 1992: Köln: art Cologne - 1993: Berlin: 1. Realismus Triennale, Künstlersonderbund - 1994: Celle: Bomann-Museum - 1995: Strasbourg: Kunstmesse - 2002: Singen: Kunstmuseum - 2006: Singen: Kunstverein - 2008: Markdorf: Kunstverein - 2009: art Karlsruhe (Galerie Lilian Andrée) - 2015: Konstanz: neuwerk kunsthalle - 2015: Singen: Kunstmuseum - 2019: Konstanz: Galerie KunstGrenze, „affen allerlei – bild und objekt“ (Beteiligung) - 2021: Konstanz: 20+1 Jahre Kunsthalle Neuwerk: (zusammen mit Roland Dostal und Tom Leonhardt) - 2022: Saint-Louis: Fondation Fernet Branka: Pop-Up-Galeries: Galerie Lilian Andrée - 2023: Schloss Achberg: Wiener Wirklichkeiten, Realistische Malerei aus der Meisterklasse von Rudolf Hausner |

## Auszeichnungen
- 1982: Palette d’Or du Festival International de la Peinture, Cagnes-sur-mer
- 1983: Merit Award, Art Directors Club 62 Annual Exhibition 1983, New York
- 1984: Prix Fondation Princesse Grace, Monaco
- 1994: Konstanzer Kunstpreis

## Schriften
- Malerei. Kaden Verlag, Heidelberg 2010, ISBN 978-3-922777-96-0.
- Photographie – Nature morte. Kaden Verlag, Heidelberg 2010, ISBN 978-3-922777-97-7.
- Das Licht der Dinge. Libelle, Lengwil 1997, ISBN 3-909081-18-5.
- Rest der Nacht. Art connection, Basel 1987, OCLC 310664737.